# Любиця Марич
Любіца Маріч (18 березня 1909 — 17 вересня 2003) — композиторка з Югославії, вихованка Йосипа Щольцера-Славенського, професор та член Сербської академії наук і мистецтв. Любиця Маріч вважається найоригінальнішою сербською композиторкою ХХ століття та музично найвпливовішою.

## Життя
Любіца Маріч народилась в Крагуеваці, Сербія, в родині Павла та Катаріни, уродженої Джорджевич, нащадка Воєводи Чолак-Анти Сімеоновича, одного з керівників Першого сербського повстання. Перша сербка, яка отримала диплом з композиції в 1929 році. У Празькій державній консерваторії відвідувала аспірантуру у Йозефа Сука. Будучи студенткою, отримувала похвалу на фестивалях в Амстердамі, Страсбурзі та Празі.
Її музику пропагував великий прихильник сучасної музики Герман Шерхен, виконували найважливіші камерні ансамблі та оркестри, а Алоіс Хаба запропонував їй посаду доцента кафедри квартонової музики в Празькій державній консерваторії. Друга світова війна порушила її міжнародну кар'єру, тому вона провела більшу частину свого життя в Белграді, де зосередилася на написанні нових творів. Вона займалася образотворчим мистецтвом, писала філософську поезію, працювала професором Белградської музичної академії та членом Сербської академії мистецтв і наук.
Любіца Маріч була першою композитором, яка використовувала візантійську церковну музику в нелітургійних композиціях. У своїй творчості вона синтезувала середньовічну музику з авангардистським досвідом музики XX століття, створюючи твори з філософськими текстами. Її музика оголосила про початок постмодернізму та мінімалізму, і вона вважається попередницею Арво Пярта та Джона Тавенера.
В Амстердамі вийшов компакт-диск з її камерною музикою.  Видавництво  з Касселя створило партитури всіх її композицій. Компанія «Chandos» видала компакт-диск із найрепрезентативнішими її композиціями. Деякі вважають Любицю Маріч однією з найбільш оригінальних творців другої половини 20 століття.

## Спадщина

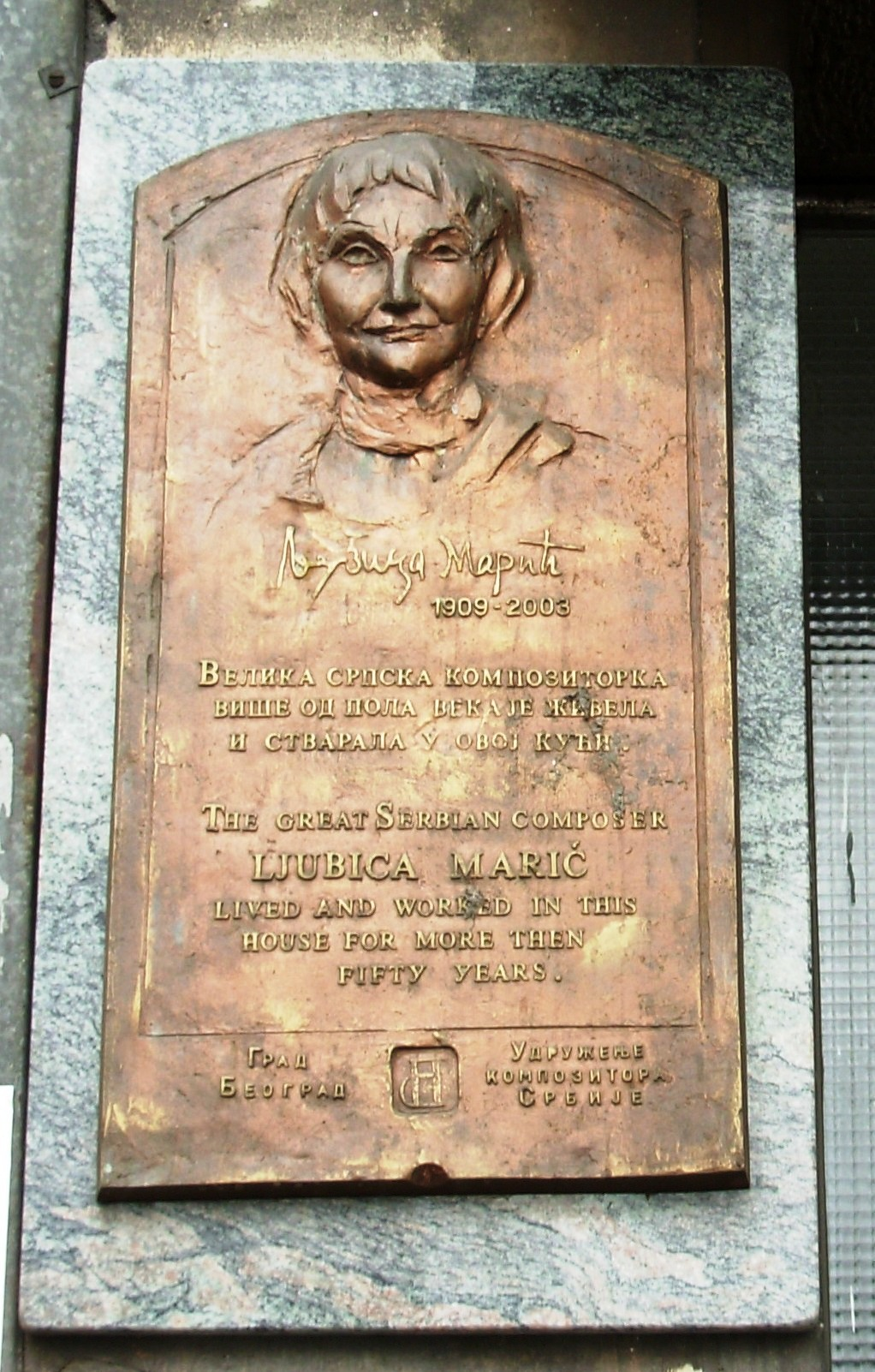
Могила Любиці Маріч у Белграді

У 2009 році постійне представництво Республіки Сербія при ЮНЕСКО звернулось із проханням пов’язати ЮНЕСКО зі 100-річчям від дня народження Любиці Маріч.
«Любиця Маріч використала цілий арсенал сучасної музики для досягнення високої мети. Вона говорить із глибини душі чіткою та вражаючою мовою ...», — так Дмитро Шостакович охарактеризував музику Любиці Маріч.  

## Список композицій
- Сум за дівчиною, для чоловічого хору (1928)
- Соната фантазія, для скрипки соло (1928/29)
- Струнний квартет (1930/31) - програний
- Вітряний квінтет (1931)
- Музика для оркестру (1932)
- Сюїта, для фортепіано з чвертю (1936/37) - втрачена
- Тріо, для кларнета, тромбона та контрабаса (1937) - програно
- Ескізи, для фортепіано (1944) - загублені
- Чотири імпровізації та фуги на теми Октоєхоса для фортепіано (близько 1944 р.) - програні
- Три прелюдії та етюд, для фортепіано (1945, рев. 1997)
- Дві пісні, для змішаного хору (1945) - загублені (Romanija, The Mist)
- Тріумфальний марш для симфонічного оркестру (ймовірно, 1945 р.) - програний
- Три народні пісні, для змішаного хору (1946)
- Дитячі хори (1946/64) (Курячі турботи, Соловей і мисливці, Загадки, Недолік Вайолетки)
- Пісня і танець, для фортепіано (1947)
- Хоро хоро Бранко, для фортепіано (1947)
- Соната для скрипки та фортепіано (1948)
- Вірші з «Гірського вінка», для баритону та фортепіано (1951)
- Пісні космосу, кантата для змішаного хору та симфонічного оркестру (1956)
- Пассакалья, для симфонічного оркестру (1957)
- Octoïcha 1, для симфонічного оркестру (1958/9, вип. 1998)
- Візантійський концерт, для фортепіано з оркестром (1959)
- Поріг мрії, кантата для сопрано, меццо-сопрано, оповідача та камерного оркестру (1961)
- Ostinato super thema Octoïcha, для фортепіано, арфи та струнного оркестру (1963)
- Плач, Пастораль та Гімн, для змішаного хору та інструментального ансамблю, від
- музика для ораторії, що говорить, "Слова світла" (1962/66) (редакція Міряна Живкович, 2009)
- Чарівниця, мелодійна декламація для сопрано та фортепіано (1964)
- Пісня для флейти (1976)
- Заклик для контрабаса та фортепіано (1983, рев. 1998)
- Монодія Октоїча, для віолончелі соло (1984)
- З пісень Темряви, речитативна кантата для меццо-сопрано та фортепіано (1984)
- Асимптота, для скрипки та струнного оркестру (1986)
- Чудовий міліграм, для флейти та сопрано (1992)
- Archaia, для струнного тріо (1992)
- Archaia 2, для вітрового тріо (1993, рев. 1998)
- Торс, для фортепіанного тріо (1996, рев. 1998)